# بی‌گناه
بی‌گناه فیلمی به کارگردانی مرتضی عقیلی و نویسندگی احمد نجیب‌زاده محصول سال ۱۳۵۵ است.

## خلاصه داستان
محمود راننده مرد جوان پولدار و عیاشی به نام بهرام است.بهرام به مریم، دختر پهلوان بابا، پیر محله، علاقه دارد؛ اما مریم که آرزوی زندگی بهتری را در سر می‌پرورد فریب حرف‌های دوستش گیتی را می‌خورد و پس از معاشرت با بهرام اغفال می‌شود. محمود، به ناچار، موضوع را با پهلوان بابا در میان می‌گذارد، و از بهرام قول می‌گیرد که با مریم ازدواج کند، اما بهرام در شب عقد کنان به فرنگ می‌رود، و پهلوان بابا از غصه دق مرگ می‌شود. مریم از خانه می‌گریزد و به ماشاالله، مباشر بهرام، پناه می‌برد، و در کارخانه ای مشغول کار می‌شود. مدتی بعد او فرزندش رادر زایشگاه به دنیا می‌آورد. محمود وقتی رد او را می‌یابد که مریم فرزندش را رها کرده و از زایشگاه گریخته‌است. او نوزاد را به فرزند خواندگی می‌پذیرد و بزرگ می‌کند. سال‌ها بعد بهرام از سفر باز می گرددو در تصادف اتومبیل با مریم راهی بیمارستان می‌شود. مریم، که تصمیم دارد بهرام را به قتل برساند، در مقابل پیشنهاد ازدواج بهرام با او ازدواج می‌کند. بهرام مقطوع النسل شده و به دنبال محمود و فرزندش مهدی، که بر اثر تب فلج شده، می‌گردد. مدتی بعد آن‌ها هم دیگر را می‌ربایند و پس از معالجهٔ پاهای مهدی و به پیشنهاد او در کنار هم زندگی می‌کنند.

## بازیگران
- مرتضی عقیلی
- سپیده
- رفیع حالتی
- احمد معینی
- فریده بیات
- ذبیح‌الله ذبیح‌پور
- فرهاد حمیدی
- روحی ساوجی
- نعمت اله گرجی
- شهرام ثمینی پور
- حسین عطار